# Rocío Dúrcal
Rocío Dúrcal (* 4. Oktober 1944 in Madrid als María de los Ángeles de las Heras; † 25. März 2006 in Torrelodones, Region Madrid) war eine spanische Schauspielerin und Sängerin.

## Karriere
Sie wurde mit 15 bei einem Gesangswettbewerb entdeckt und bekam bereits mit 17 eine Rolle in Canción de Juventud. Nach einigen Rollen in verschiedenen Filmen heiratete sie den Philippinisch-Spanischen Sänger Antonio Morales der Musikgruppe Los Brincos. Im Jahr 1975, nach der Geburt des zweiten ihrer drei Kinder, hörte sie auf Filme zu drehen und begann 1977 erneut zu singen. Ihr erstes Album wurde von Juan Gabriel produziert und ein weiteres von Marco Antonio Solís. Sie nahm insgesamt sieben Alben auf.
Ihr bekanntestes und erfolgreichstes Lied war das von dem mexikanischen Sänger und Komponisten Juan Gabriel geschriebene Amor Eterno (dt. Ewige Liebe).
2001 wurde bei Dúrcal Gebärmutterkrebs diagnostiziert. Dieser Krankheit erlag sie fünf Jahre später, 61-jährig, in ihrem Zuhause in Torrelodones, einem Vorort ihrer Heimatstadt Madrid.

## Filmografie

### Spielfilme
- Me siento extraña (1977)
- Dites-le avec des fleurs (1974) als Ursula Fischer
- Marianela (1972)
- La novicia rebelde (1971)
- Las leandras (1969)
- Cristina Guzmán (1968)
- Amor en el aire (1967)
- Buenos días, condesita (1967)
- Acompáñame (1966)
- Más bonita que ninguna (1965)
- La chica del trébol (1964)
- Tengo 17 años (1964)
- Rocío de La Mancha (1962)
- Canción de juventud (1962)

### Fernsehsendungen
- Mujeres engañadas (1999) as Carmen
- Los negocios de mamá (1997) as Ana
- Premier Orfeón (1964)

## Diskografie (Auswahl)

### Alben
| Jahr | Titel                                                                        | Höchstplatzierung, Gesamtwochen, AuszeichnungChartplatzierungen (Jahr, Titel, Platzierungen, Wochen, Auszeichnungen, Anmerkungen) | Höchstplatzierung, Gesamtwochen, AuszeichnungChartplatzierungen (Jahr, Titel, Platzierungen, Wochen, Auszeichnungen, Anmerkungen) | Höchstplatzierung, Gesamtwochen, AuszeichnungChartplatzierungen (Jahr, Titel, Platzierungen, Wochen, Auszeichnungen, Anmerkungen) | Anmerkungen                    |
| Jahr | Titel                                                                        | US | Latin | ES | Anmerkungen                    |
| ---- | ---------------------------------------------------------------------------- | --- | --- | --- | ------------------------------ |
| 1994 | Desaires                                                                     | — | Latin43 (2 Wo.)Latin | — |                                |
| 1995 | Hay Amores Y Amores                                                          | — | Latin20 (18 Wo.)Latin | — |                                |
| 1997 | Juntos Otra Vez                                                              | US152 (3 Wo.)US | Latin1 ×2Doppelplatin · (39 Wo.)Latin                                                                                             | ES— GoldES | mit Juan Gabriel               |
| 1997 | 20 Exitos Serie Platino Vol. 2                                               | — | Latin48 (2 Wo.)Latin | — |                                |
| 1999 | Para Toda La Vida                                                            | — | Latin32 (5 Wo.)Latin | — |                                |
| 2000 | Caricias                                                                     | — | Latin6 ×2Doppelplatin · (27 Wo.)Latin                                                                                             | — |                                |
| 2001 | Entre Tangos Y Mariachi                                                      | — | Latin12 (19 Wo.)Latin | ES— GoldES |                                |
| 2002 | Todo Exitos De Rocio Durcal                                                  | — | Latin21 (20 Wo.)Latin | — |                                |
| 2002 | En Concierto: Inolvidable                                                    | — | Latin48 (10 Wo.)Latin | — |                                |
| 2004 | Alma ranchera                                                                | — | — | ES17 (15 Wo.)ES |                                |
| 2005 | Me gustas mucho – Todos sus grandes éxitos                                   | — | — | ES5 Platin · (72 Wo.)ES |                                |
| 2006 | Mis mejores canciones                                                        | — | — | ES56 (5 Wo.)ES |                                |
| 2006 | Amor Eterno: Los Exitos                                                      | US61 (10 Wo.)US | Latin2 Platin · (38 Wo.)Latin | ES2 Gold · (39 Wo.)ES |                                |
| 2006 | Su Historia Y Exitos Musicales Vol. 3                                        | — | Latin36 (4 Wo.)Latin | — |                                |
| 2007 | Canta a Juan Gabriel                                                         | — | — | ES68 (1 Wo.)ES | mit Juan Gabriel               |
| 2007 | Canta A Mexico                                                               | — | Latin10 (22 Wo.)Latin | — |                                |
| 2008 | Quisiera ser un angel                                                        | — | — | ES62 (4 Wo.)ES |                                |
| 2009 | Amor del alma                                                                | — | — | ES5 (27 Wo.)ES |                                |
| 2009 | Dueto                                                                        | — | Latin35 (14 Wo.)Latin | — |                                |
| 2010 | Una estrella en el cielo                                                     | — | — | ES13 (29 Wo.)ES |                                |
| 2010 | Mis Favoritas                                                                | — | Latin40 (28 Wo.)Latin | — |                                |
| 2012 | Canciones de Amor: Love Songs                                                | — | Latin18 (25 Wo.)Latin | — |                                |
| 2013 | Eternamente                                                                  | — | Latin7 (40 Wo.)Latin | — |                                |
| 2014 | Esencial                                                                     | — | — | ES93 (1 Wo.)ES |                                |
| 2014 | Con Todo Mi Corazon...                                                       | — | Latin21 (2 Wo.)Latin | — | mit Juan Gabriel & Ana Gabriel |
| 2015 | Absoluta Coleccion: Rocio Durcal                                             | — | Latin20 (38 Wo.)Latin | — |                                |
| 2016 | Cómo han pasado los años... Sus mejores rancheras, boleros, tangos y baladas | — | — | ES17 (15 Wo.)ES |                                |
| 2016 | Duetos                                                                       | — | Latin12 (13 Wo.)Latin | — |                                |
| 2016 | Juan Gabriel... El Divo y Sus Divas                                          | — | Latin3 (45 Wo.)Latin | — | mit Juan Gabriel               |

grau schraffiert: keine Chartdaten aus diesem Jahr verfügbar

### Singles
| Jahr | Titel Album                                     | Höchstplatzierung, Gesamtwochen, AuszeichnungChartsChartplatzierungen (Jahr, Titel, Album, Platzierungen, Wochen, Auszeichnungen, Anmerkungen) | Anmerkungen      |
| Jahr | Titel Album                                     | Latin | Anmerkungen      |
| ---- | ----------------------------------------------- | --- | ---------------- |
| 1986 | La guirnalda Siempre                            | Latin1 (21 Wo.)Latin |                  |
| 1987 | Quédate conmigo esta noche Siempre              | Latin4 (33 Wo.)Latin |                  |
| 1987 | Siempre                                         | Latin10 (16 Wo.)Latin |                  |
| 1987 | Infidelidad Siempre                             | Latin22 (13 Wo.)Latin |                  |
| 1988 | Con Todo Y Mi Tristeza Rocio Durcal             | Latin24 (7 Wo.)Latin |                  |
| 1988 | El Dia Que Me Acaricies Llorare Rocio Durcal    | Latin38 (1 Wo.)Latin |                  |
| 1988 | Como Tu Mujer                                   | Latin1 (32 Wo.)Latin |                  |
| 1989 | Que Eperabas De Mi Como Tu Mujer                | Latin4 (19 Wo.)Latin |                  |
| 1989 | El Amor Mas Bonito Como Tu Mujer                | Latin9 (26 Wo.)Latin |                  |
| 1989 | Extranandote Como Tu Mujer                      | Latin8 (18 Wo.)Latin |                  |
| 1989 | Por Que Tanta Soledad Como Tu Mujer             | Latin18 (11 Wo.)Latin |                  |
| 1990 | Ya Te Olvide Como Tu Mujer                      | Latin12 (14 Wo.)Latin |                  |
| 1990 | Te Amo Si Te Pudiera Mentir                     | Latin5 (23 Wo.)Latin |                  |
| 1991 | La Balanza Si Te Pudiera Mentir                 | Latin10 (15 Wo.)Latin |                  |
| 1991 | Falso Si Te Pudiera Mentir                      | Latin33 (6 Wo.)Latin |                  |
| 1991 | A Que Me Quedo Contigo Si Te Pudiera Mentir     | Latin7 (15 Wo.)Latin |                  |
| 1992 | Fue Un Placer Conocerte El Concierto... En Vivo | Latin10 (15 Wo.)Latin | mit Juan Gabriel |
| 1992 | Como Amigos El Concierto... En Vivo             | Latin27 (11 Wo.)Latin |                  |
| 1993 | Y Nos Dieron Las Diez –                         | Latin16 (10 Wo.)Latin | mit J. Sabina    |
| 1994 | Desaires                                        | Latin4 (11 Wo.)Latin |                  |
| 1994 | Mi Credo Desaires                               | Latin14 (10 Wo.)Latin |                  |
| 1995 | Vestida De Blanco Hay Amores Y Amores           | Latin3 (13 Wo.)Latin |                  |
| 1995 | Como Han Pasado Los Anos Hay Amores Y Amores    | Latin17 (11 Wo.)Latin |                  |
| 1997 | El Destino Juntos Otra Vez                      | Latin1 (31 Wo.)Latin | mit Juan Gabriel |
| 1997 | La Incertidumbre Juntos Otra Vez                | Latin11 (10 Wo.)Latin | mit Juan Gabriel |
| 1997 | No Me Digas Juntos Otra Vez                     | Latin27 (2 Wo.)Latin | mit Juan Gabriel |
| 1998 | Asi Son Los Hombres Juntos Otra Vez             | Latin40 (1 Wo.)Latin | mit Juan Gabriel |
| 1999 | Para Toda La Vida                               | Latin22 (6 Wo.)Latin |                  |
| 2000 | Porque Te Quiero Caricias                       | Latin26 (5 Wo.)Latin |                  |
| 2001 | Infiel Caricias                                 | Latin3 (30 Wo.)Latin |                  |

## Auszeichnungen für Musikverkäufe
| Goldene Schallplatte - Mexiko - 1999: für das Album Para Toda La Vida - 2000: für das Album Caricias - 2001: für das Album Entre Tangos Y Mariachi - 2002: für das Album La Antalogía - 2003: für das Album Rocío Dúrcal … En Concierto Inolvidable - 2003: für das Album Caramelito - 2004: für das Videoalbum En Concierto Inolvidable - 2005: für das Videoalbum Juntos Otra Vez - 2006: für das Album Amor Eterno – Los Éxitos - 2006: für das Album Frente A Frente - Spanien - 1981: für das Album Cuando Decidas Volver (Canta A Juan Gabriel Vol. V) - 1983: für das Album La Gata | Platin-Schallplatte - Spanien - 1980: für das Album Rocío Dúrcal Canta A Juan Gabriel Vol. II - 1982: für das Album Rocío Dúrcal Canta A Juan Gabriel Vol. IV - 1984: für das Album Las Rancheras De Rocío Dúrcal. 15 Grandes Éxitos 3× Goldene Schallplatte - Mexiko - 2006: für das Album Me Gustas Mucho – Todos Sus Grandes Éxitos |

Anmerkung: Auszeichnungen in Ländern aus den Charttabellen bzw. Chartboxen sind in ebendiesen zu finden.
| Land/RegionAuszeichnungen für Musikverkäufe (Land/Region, Auszeichnungen, Verkäufe, Quellen) | Gold       | Platin       | Verkäufe  | Quellen                         |
| -------------------------------------------------------------------------------------------- | ---------- | ------------ | --------- | ------------------------------- |
| Mexiko (AMPROFON)                                                                            | 11× Gold11 | Platin1      | 720.000   | amprofon.com.mx                 |
| Spanien (Promusicae)                                                                         | 5× Gold5   | 4× Platin4   | 620.000   | elportaldemusica.es ES2 ES3 ES4 |
| Vereinigte Staaten (RIAA)                                                                    | —          | 5× Platin5   | 1.240.000 | riaa.com                        |
| Insgesamt                                                                                    | 16× Gold16 | 10× Platin10 |           |                                 |